# Vojaška akademija za radiacijsko, kemijsko in biološko zaščito Timošenko
Vojaška akademija za radiacijsko, kemijsko in biološko zaščito Timošenko (rusko Военная академия радиационной, химической и биологической защиты имени Маршала Советского Союза С. К. Тимошенко) je vojaška akademija (univerza za podiplomski študij) Sovjetske zveze in Rusije; deluje od leta 1932 naprej. Na njej se izobražujejo višji kemičnoobrambni častniki.
Poimenovana je bila po Semjonu Konstantinoviču Timošenku. V preteklosti je delovala pod številnimi drugimi imeni.